# Mouhisaari
Mouhisaari är en ö i Finland. Den ligger i sjön Mouhijärvi och i kommunen Sastamala i den ekonomiska regionen  Sydvästra Birkaland och landskapet Birkaland, i den sydvästra delen av landet, 190 km nordväst om huvudstaden Helsingfors. Öns area är 2,9 hektar och dess största längd är 270 meter i sydöst-nordvästlig riktning.